# Golem (Tirana)
Golem is een plaats en voormalige gemeente in de stad (bashkia) Kavajë in de prefectuur Tirana in Albanië. Sinds de gemeentelijke herindeling van 2015 doet Golem dienst als deelgemeente en is het een bestuurseenheid zonder verdere bestuurlijke bevoegdheden.

## Bevolking
In de volkstelling van 2011 telde de (voormalige) gemeente Golem 6.994 inwoners, een daling ten opzichte van 7.914 inwoners op 1 april 2001.

### Religie
In de volkstelling van 2011 waren nagenoeg alle religieuze inwoners islamitisch. 
| Plaats | Bevolking (2011) | Islam (%)      | Katholiek (%) | Orthodox (%) | Bektashisme (%) |
| ------ | ---------------- | -------------- | ------------- | ------------ | --------------- |
| Golem  | 6.994            | 6.051 (86,52%) | 34 (0,49%)    | 63 (0,90%)   | 66 (0,94%)      |